# A Kongói Demokratikus Köztársaság a 2024. évi nyári olimpiai játékokon
A Kongói Demokratikus Köztársaság a franciaországi Párizsban megrendezett 2024. évi nyári olimpiai játékok egyik részt vevő nemzete volt. Az országot az olimpián 4 sportágban 6 sportoló képviselte, akik érmet nem szereztek.

## Atlétika
Férfi
| Versenyző         | Versenyszám | Selejtező | Selejtező | Selejtező | Előfutam | Előfutam | Előfutam | Elődöntő | Elődöntő | Elődöntő | Döntő   | Döntő    |
| Versenyző         | Versenyszám | Idő       | Hely.     | Össz.     | Idő      | Hely.    | Össz.    | Idő      | Hely.    | Össz.    | Idő     | Helyezés |
| ----------------- | ----------- | --------- | --------- | --------- | -------- | -------- | -------- | -------- | -------- | -------- | ------- | -------- |
| Dominique Mulamba | 100 m       | 10,54     | 3.        | 15.       | 10,53    | 7.       | 64.      | kiesett  | kiesett  | kiesett  | kiesett | kiesett  |

Dominique Mulamba a versenyszámát követően pozitív doppingmintát adott, így utólag kizárták őt.

## Cselgáncs
Férfi
| Versenyző     | Versenyszám | 32-es főtábla                   | Nyolcaddöntő      | Negyeddöntő       | Elődöntő          | Vigaszág elődöntő | Bronz- mérkőzés   | Döntő             | Helyezés |
| Versenyző     | Versenyszám | Ellenfél Eredmény               | Ellenfél Eredmény | Ellenfél Eredmény | Ellenfél Eredmény | Ellenfél Eredmény | Ellenfél Eredmény | Ellenfél Eredmény | Helyezés |
| ------------- | ----------- | ------------------------------- | ----------------- | ----------------- | ----------------- | ----------------- | ----------------- | ----------------- | -------- |
| Arnold Kisoka | Légsúly     | Yam Wolczak (ISR) · 00(0)–10(1) | kiesett           | kiesett           | kiesett           | kiesett           | kiesett           | kiesett           | 17.      |

## Ökölvívás
Női
| Versenyző              | Versenyszám | Selejtező                      | Nyolcaddöntő                     | Negyeddöntő       | Elődöntő          | Döntő             | Helyezés |
| Versenyző              | Versenyszám | Ellenfél Eredmény              | Ellenfél Eredmény                | Ellenfél Eredmény | Ellenfél Eredmény | Ellenfél Eredmény | Helyezés |
| ---------------------- | ----------- | ------------------------------ | -------------------------------- | ----------------- | ----------------- | ----------------- | -------- |
| Marcelat Sakobi Matshu | Pehelysúly  | Sitora Turdibekova (UZB) · 2–3 | kiesett                          | kiesett           | kiesett           | kiesett           | 17.      |
| Brigitte Mbabi         | Váltósúly   | erőnyerő                       | Janjaem Suwannapheng (THA) · 1–4 | kiesett           | kiesett           | kiesett           | 9.       |

## Úszás
Férfi
| Versenyző                 | Versenyszám | Előfutam | Előfutam | Előfutam | Elődöntő | Elődöntő | Elődöntő | Döntő   | Döntő    |
| Versenyző                 | Versenyszám | Idő      | Hely.    | Össz.    | Idő      | Hely.    | Össz.    | Idő     | Helyezés |
| ------------------------- | ----------- | -------- | -------- | -------- | -------- | -------- | -------- | ------- | -------- |
| Aristote Ndombe Impelenga | 50 m gyors  | 29,04    | 6.       | 70.      | kiesett  | kiesett  | kiesett  | kiesett | kiesett  |

Női
| Versenyző       | Versenyszám | Előfutam | Előfutam | Előfutam | Elődöntő | Elődöntő | Elődöntő | Döntő   | Döntő    |
| Versenyző       | Versenyszám | Idő      | Hely.    | Össz.    | Idő      | Hely.    | Össz.    | Idő     | Helyezés |
| --------------- | ----------- | -------- | -------- | -------- | -------- | -------- | -------- | ------- | -------- |
| Divine Miansadi | 50 m gyors  | 44,10    | 7.       | 79.      | kiesett  | kiesett  | kiesett  | kiesett | kiesett  |